# Скіппі (фільм, 1931)
Скіппі (англ. Skippy) — американська сімейна кінокомедія режисера Нормана Торога 1931 року.

## Сюжет
Скіппі — син доктора Герберта Скіннера, людини строгих правил, і його дружини Елен. Доктор Скіннер суворо забороняє синові грати в міських нетрях і хоче схилити міську владу до того, щоб знести цю частину міста, яка бачиться йому розсадником зарази. Але Скіппі не слухається батька і продовжує пропадати в нетрях, граючи з тамтешніми хлопчаками. Одного разу разом зі своїм другом Сідні він рятує від хулігана Харлі Наббінса хлопчика, на ім'я Сукі. Скіппі й Сукі стають найкращими друзями.
Коли Харлі, кинувши іграшку Скіппі, ненавмисно розбиває скло в автомобілі свого батька, містер Наббінс покладає провину за те, що трапилося, на Скіппі і його нового товариша й вимагає, щоб йому відшкодували збитки. Далі він ловить собаку Сукі. Скіппі віддає три долари — всі свої заощадження, — щоб заплатити за розбите скло, але Наббінс вимагає від хлопчиків ще стільки ж за викуп собаки й дає їм три дні на збір грошей.
Два дні Скіппі й Сукі намагаються нашкребти потрібну суму — здають порожні пляшки, продають лимонад і дрова. Відсутні тридцять центів Скіппі намагається попросити у батька, але той відмовляє йому. Хлопчики приносять зібрані гроші Наббінсу, але той повідомляє їм, що вони спізнилися, і собака Сукі вже мертва. Скіппі сердиться на батька і відмовляється від обіду. На наступний ранок доктор Скіннер дарує синові велосипед, але Скіппі обмінює його у сусідки Елоїзи на її собаку і дарує цуценя Сукі.
Доктор Скіннер, зворушений благородним вчинком сина, допомагає матері Сукі влаштуватися на роботу, відмовляється від наміру знести будинки бідноти й натомість пропонує допомогу їх жителям. Граючи разом з хлопчиками, доктор Скіннер ненавмисно розбиває нове скло автомобіля містера Наббінса, б'ється з ним і, здобувши перемогу, знову завойовує довіру сина.

## У ролях
- Джекі Купер — Скіппі Скіннер
- Роберт Куган — Сукі Вейн
- Віллард Робертсон — доктор Герберт Скіннер
- Енід Беннетт — Еллен Скіннер
- Джек Кліффорд — містер Наббінс
- Джекі Серл — Сідні
- Міці Грін — Елойз

## Нагороди та номінації
У 1931 році фільм отримав премію «Оскар» за найкращу режисуру. Крім того, був номінований на отримання премії ще в трьох категоріях:
- Найкращий фільм
- Найкраща чоловіча роль — Джекі Купер
- Найкращий сценарій-адаптація — Джозеф Манкевич

## Цікаві факти
- Кінокомпанія Paramount Pictures заплатила Джекі Куперу гонорар у 25 тисяч доларів, у той час, як кіностудія Hal Roach Studios, з якою у юного актора був укладений контракт, платила йому всього 50 доларів на тиждень.
- За сюжетом Джекі Купер мав заплакати. Щоб викликати у нього сльози, дядько хлопця і режисер фільму Норман Торог сказав Джекі, що його собака потрапила під машину, і це спрацювало.